# Real Beat Scene4
『Real Beat Scene4』(リアル ビート シーン4)は、UP-BEATのミュージック・ビデオである。

## 解説
Real Beat Scene1、Real Beat Scene2、Real Beat Scene3は存在するが、これらは長らくCapitagon（ビデオコンサート）や店頭、テレビでの放映のみで販売はされていなかった。
このため初めての販売映像作品であるがReal Beat Scene"4"と冠されている。
未発売だった前述の3作については、2022年発売のベストアルバム『BEAT-UP 〜UP-BEAT Complete Singles〜』の、特典DVDに収録される。

## 収録曲
| #  | タイトル                          | 作詞 | 作曲・編曲 |
| -- | --------------------------------- | ---- | ---------- |
| 1. | 「Nervous Breakdown」             |      |            |
| 2. | 「Wax & Wane 〜月を売った女神〜」 |      |            |
| 3. | 「NO SIDE ACTION」                |      |            |